# Jack Ketchum’s Evil
Jack Ketchum’s Evil ist der deutsche Titel des US-amerikanischen Spielfilms The Girl Next Door aus dem Jahre 2007; einer Verfilmung des Romans Evil von Jack Ketchum. Der Film entstand unter der Regie von Gregory M. Wilson.

## Handlung
1958: Nach dem Unfalltod ihrer Eltern müssen die 14-jährige Meg und ihre zwölfjährige Schwester Susan zu ihrer Tante Ruth ziehen, die mit ihren drei Söhnen schon voll ausgelastet ist. Meg hat den Autounfall leicht verletzt überlebt; Susan jedoch muss an Krücken gehen und Beinstützen tragen.
Meg spürt schnell, dass sie Ruth zur Last fällt, die sie und Susan nur gegen Bezahlung vom Staat aufgenommen hat. Immer wieder müssen die beiden – oft in Anwesenheit ihrer Cousins – Demütigungen über sich ergehen lassen. Meg schließt Freundschaft mit dem zwölfjährigen Nachbarsjungen David, der die Geschichte rückblickend aus dem Jahr 1989 erzählt. Hilflos muss der Junge mitansehen, wie Ruth, die er beim Vornamen nennt und lange als Freundin zu schätzen wusste, immer mehr ihre Aggressionen an Meg und Susan auslässt. Sind es anfangs „nur“ Beschimpfungen, spitzt sich die Situation zu, als David mitansehen muss, wie Ruth Susan schlägt, weil Meg in ihren Augen unartig war.
Nun begeht Meg in ihrer Verzweiflung einen folgenschweren Fehler und wendet sich an die Polizei. Nachdem Ruth den Polizisten abwimmeln hat können, packt sie Meg und sperrt sie in ihren Waschkeller, wo für das Mädchen eine unbeschreibliche Tortur beginnt. Assistiert von ihren drei Söhnen beginnt Ruth, oft in Anwesenheit des zunehmend hilflosen und entsetzten David, Meg zu foltern: Sie wird nächtelang an gefesselten Handgelenken aufgehängt, entkleidet und sogar mit einer Zigarette verbrannt.
David weiß nicht, was er tun soll. Auf vorsichtige Nachfragen antwortet sein Vater, dass es hin und wieder gerechtfertigt sei, Gewalt anzuwenden, und David sich aus den Angelegenheiten anderer Leute heraushalten solle, um keinen Ärger zu bekommen. Als er miterleben muss, wie immer mehr Kinder aus der Nachbarschaft in den Keller gehen, um bei Megs Peinigungen dabei zu sein, will er Meg zur Flucht verhelfen. Da Meg darauf besteht, Susan mitzunehmen, wird ihre Flucht vorzeitig entdeckt.
Nun erst beginnt Megs wahres Martyrium. David wird gefesselt und muss mit ansehen, wie Meg vergewaltigt wird und Ruth ihr mit einer glühenden Haarnadel die Worte I FUCK / FUCK ME in den Bauch ritzt. Doch Ruth will sichergehen, dass Meg nicht nur entstellt und somit für jeden Mann uninteressant ist, sie will auch dafür sorgen, dass Meg ihrerseits keinen Mann mehr will: Mit einem Bunsenbrenner verbrennt sie Megs Klitoris.
Mit der bewusstlosen Meg allein im Keller gelingt es David, sich zu befreien und ein Feuer zu entfachen, dessen Rauch die Polizei alarmiert. Zuerst aber kommt Ruth die Treppe herab, und David erschlägt sie mit mehreren Hieben mit Susans Krücke. Bevor die Polizei Meg zu Hilfe eilen kann, stirbt sie in Davids Armen an den Folgen der schweren Misshandlungen.

## Unterschiede zur Romanversion
- Die psychischen Misshandlungen sind im Roman noch schlimmer: Meg muss Hundekot essen und wird von den Jungen angepinkelt.
- Ruth verwendet für ihre größte Folter keinen Bunsenbrenner, sondern ein glühendes Eisen.
- Nicht das Feuer alarmiert die Polizei, sondern das Verschwinden von David.
- David erschlägt Ruth nicht mit einer Krücke, sondern stößt sie die Kellertreppe hinab, wobei sie sich das Genick bricht.
- Im Roman ist Meg bereits vor dem Erscheinen der Polizei tot.
- Meg sagt, kurz bevor sie stirbt, sie werde es schaffen und überleben, im Film passiert das Gegenteil.
- Megans „Ich liebe dich“ zu David am Ende fehlt im Roman.
- Im Roman ist Rutherine 37 Jahre alt, im Film ist sie in ihren späten fünfziger Jahren.

Des Weiteren gibt es zahlreiche zusätzliche Abweichungen von der Romanvorlage.

## Wirkung und Authentizität
- Der Fall basiert auf einer wahren Begebenheit; was 1965 mit der 16-jährigen Sylvia Likens geschah, die ebenfalls von einer Familie in deren Keller zu Tode gefoltert wurde, weicht jedoch stark von der Schilderung durch Jack Ketchum ab. Der Mord an Sylvia Likens wurde 2007 noch einmal unter dem Titel An American Crime verfilmt. Dieser Film basiert auf den tatsächlichen Ereignissen.
- US-Schriftsteller Stephen King meinte: „Der erste wirklich schockierende amerikanische Film, den ich seit Henry: Portrait of a Serial Killer vor 20 Jahren gesehen habe.“ (Zitat vom Cover der deutschen DVD)